# Pachyolpium furculiferum
Pachyolpium furculiferum är en spindeldjursart som först beskrevs av Luigi Balzan 1892.  Pachyolpium furculiferum ingår i släktet Pachyolpium och familjen Olpiidae. Inga underarter finns listade i Catalogue of Life.